# 봉재, 돌아오다
《봉재, 돌아오다》는 2007년 2월 3일에 MBC에서 방영한 베스트극장이다.

## 등장 인물

### 주요 인물
- 최종원 : 박봉재 역

젊은 시절에는 영화에 미쳐서 아내와 아들을 두고 집을 나가 영화판에서 단연배우를 하면 살아왔다. 어느 날 아들 정희를 찾아온다.
- 권해효 : 박정희 역

봉재의 아들. 아버지의 부재 속에서 자라서, 고등학교 때 여자친구가 아이를 갖게 되고 그 아이에게 무책임한 아버지가 되기 싫어 여자친구를 떠나보내고 아이를 홀로 키운다. 동대문에서 옷가게를 운영하고 있다.
- 안용준 : 박준호 역

봉재의 손자. 정희의 아들. 가족은 아들뿐이라고 알고 살아가는 아버지 정희에게 때때로 무시하거나 종종 권위에 도전하기도 한다.

### 그 외 인물
- 이경순
- 김소이
- 주민하 : 준호의 여자친구 역
- 이중엽
- 김재흠
- 이순성
- 맹봉학 : 영화 감독 역
- 백성일
- 곽여진
- 박미숙
- 이미숙
- 김주이
- 홍혜령
- 김진호
- 김성훈
- 김득겸